# Autobahn 8 (Belgien)
Die belgische Autobahn 8, französisch Autoroute 8, niederländisch Autosnelweg 8 genannt, verläuft auf 73 Kilometern von Osten nach Westen. Sie beginnt südwestlich von Brüssel bei Halle, wo sie in Höhe der N6 aus der N203a hervorgeht, die die Verbindung bis zum Brüsseler Ring R0 herstellt. Das Ende der A8 ist an der Grenze zu Frankreich zwischen Lille und Tournai, an der die A8 in die französische Autoroute A27 übergeht.
Die Strecke wurde mit der Freigabe des letzten Teilstückes in der Provinz Hennegau komplett fertiggestellt. Da die Provinz den Bau der Autobahn nicht eigenständig finanzieren konnte, übernahm dies die SOFICO (Société de Financement complémentaire des Infrastructures ‚Gesellschaft für zusätzliche Finanzierung von Infrastrukturen‘). Bis heute muss die Provinz dafür ein Teil der Steuern an die Gesellschaft abgeben. Dafür wurden spezielle Zählmaschinen an der Autobahn angebracht, die die Anzahl der durchreisenden Fahrzeuge überwacht.
Der letzte Abschnitt war sogleich der teuerste, da viele Brücken und 2 Tunnel errichtet werden mussten, da dieses Gebiet sehr dicht besiedelt ist und über ein dichtes Straßennetz verfügt.
Die Eisenbahn-Hochgeschwindigkeitsstrecke HSL 1 verläuft teilweise in Verkehrswegebündelung mit der Autobahn.

## Verlauf als Europastraße
Auf der gesamten Strecke wird sie gleichzeitig als E 429 geführt, ab dem Échangeur de Tournai außerdem als E 42.

## Geschichte
| Abschnitt                           | Eröffnung    |
| ----------------------------------- | ------------ |
| Verbindung zwischen N203a und Halle | 1971         |
| Halle – Marcq                       | 1978         |
| Marcq – Lessines                    | 1990/1991    |
| Lessines – Frasnes                  | 4. Juli 2000 |
| Frasnes – Tournai (Grenze)          | 7. Juni 1989 |

## Galerie

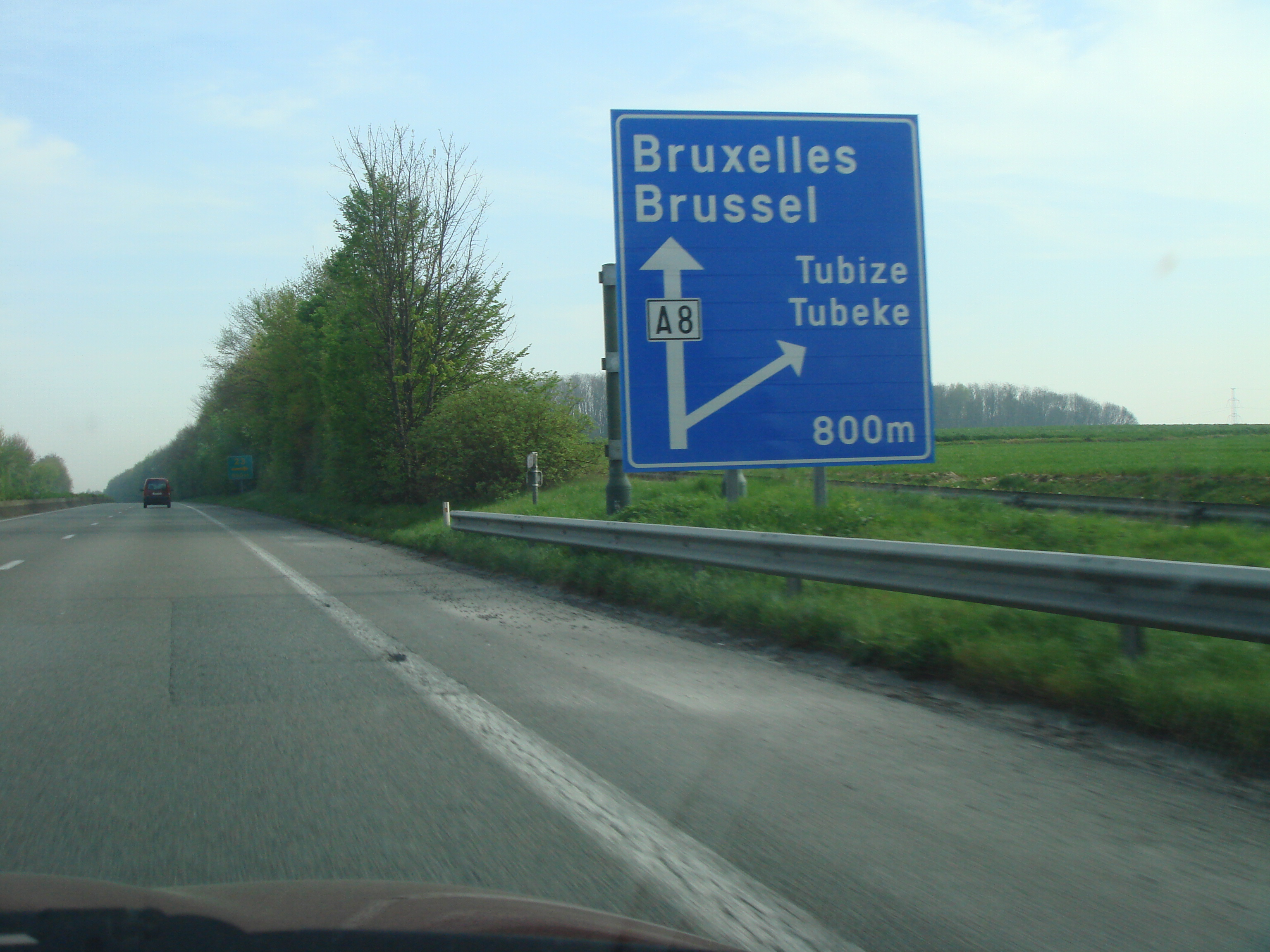
Die A8 nahe der Ausfahrt Hondzocht
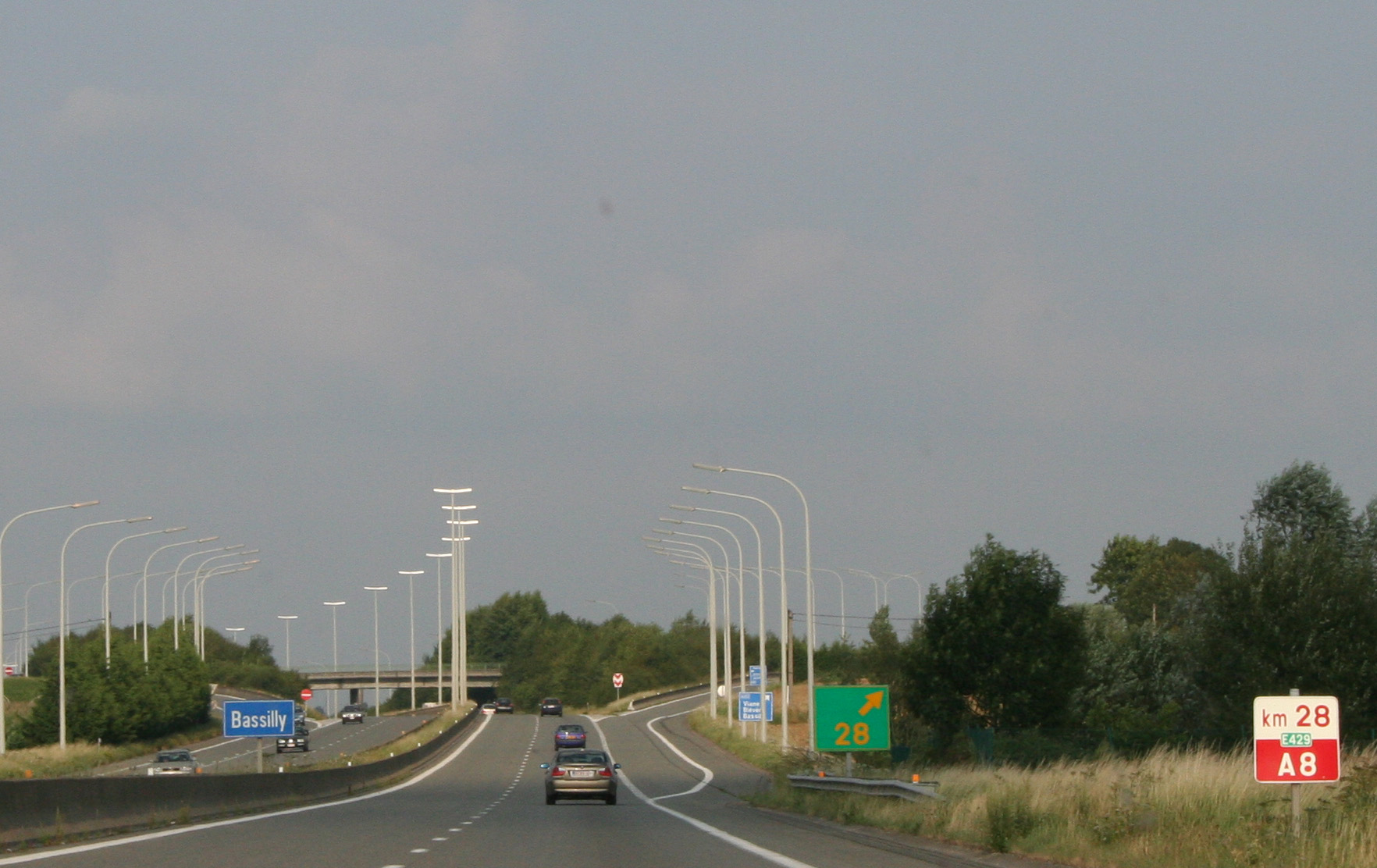
Die Ausfahrt Bassilly
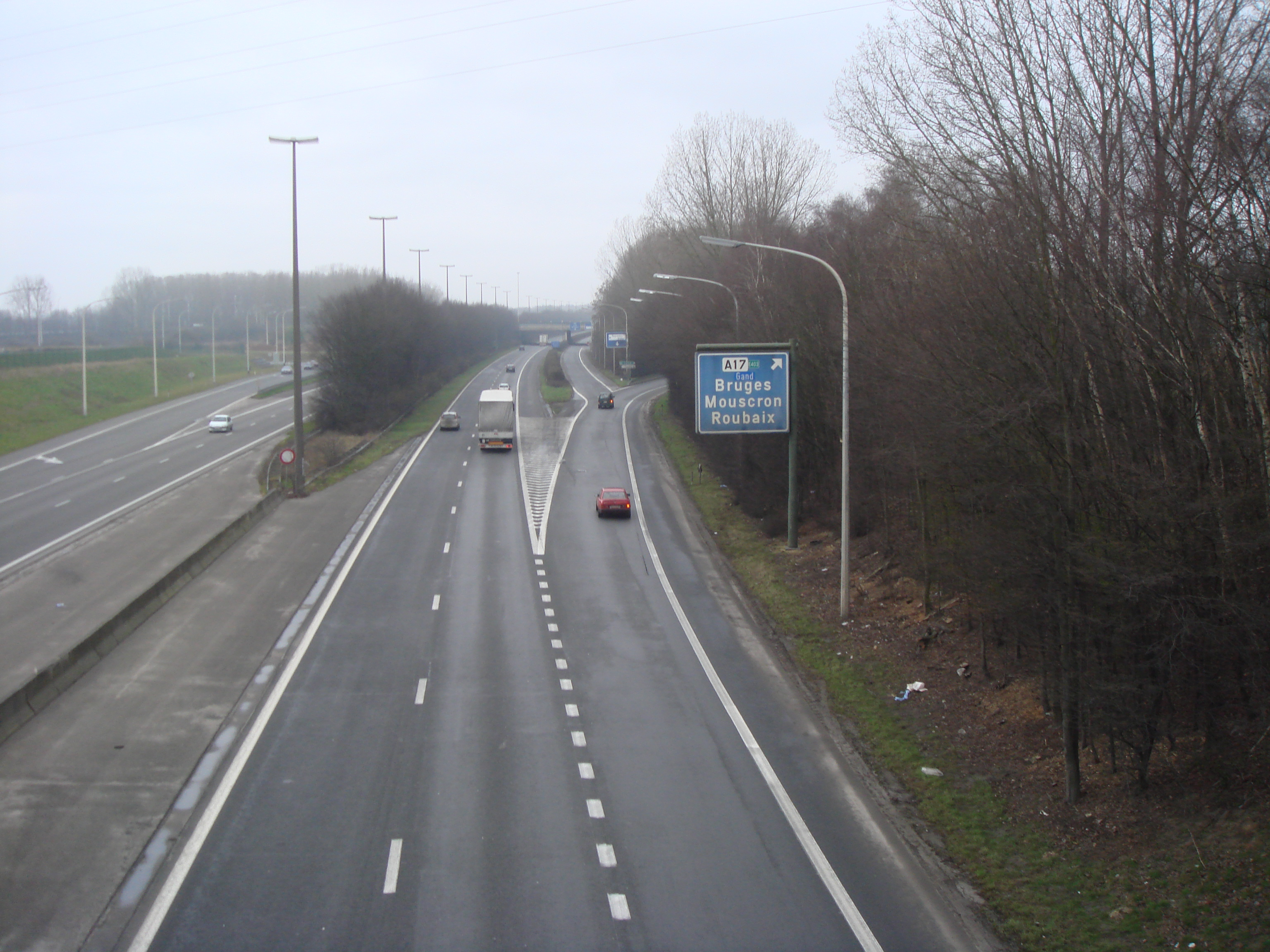
Das Kreuz Marquain (A17)
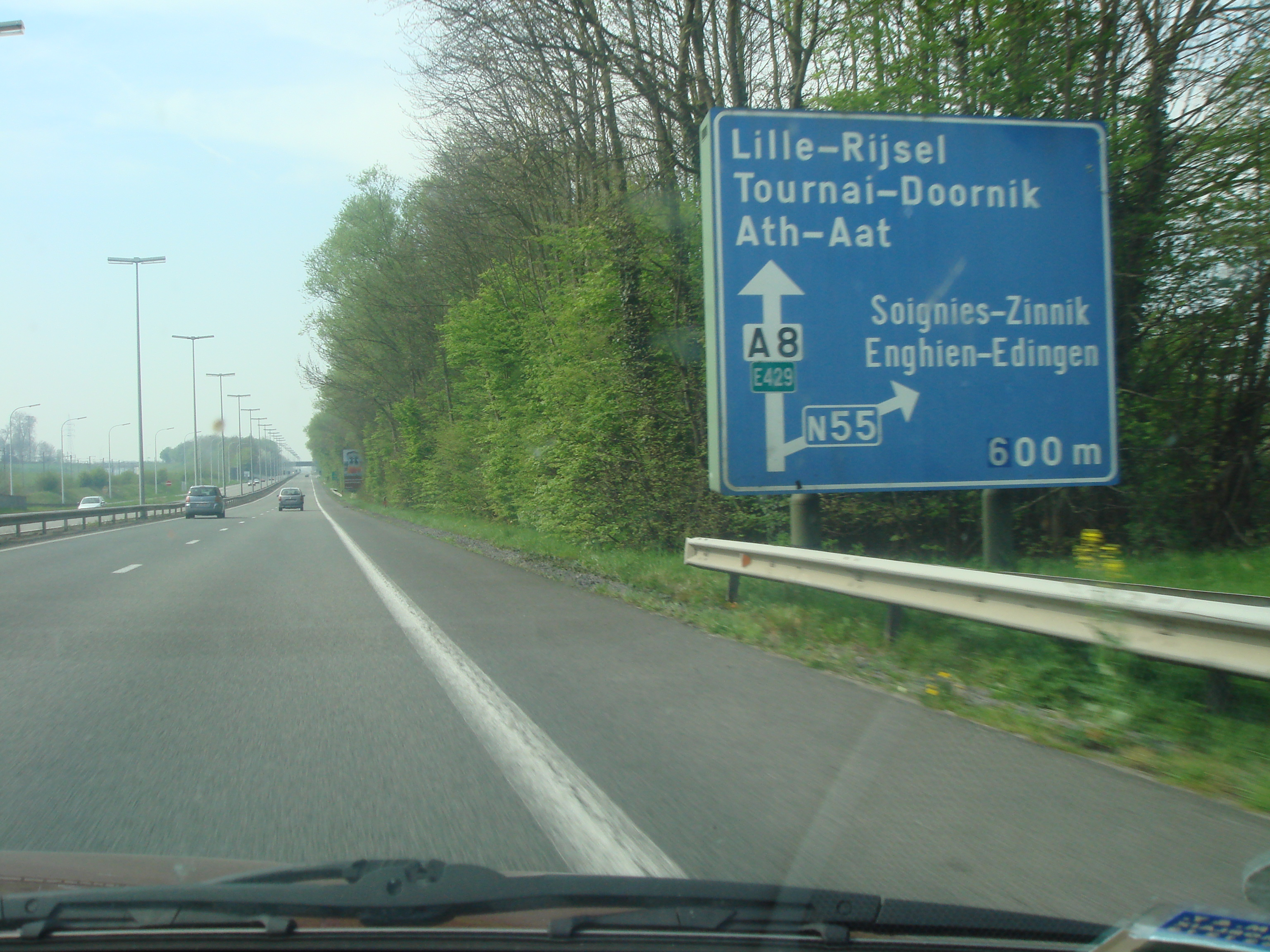
A8 bei Enghien
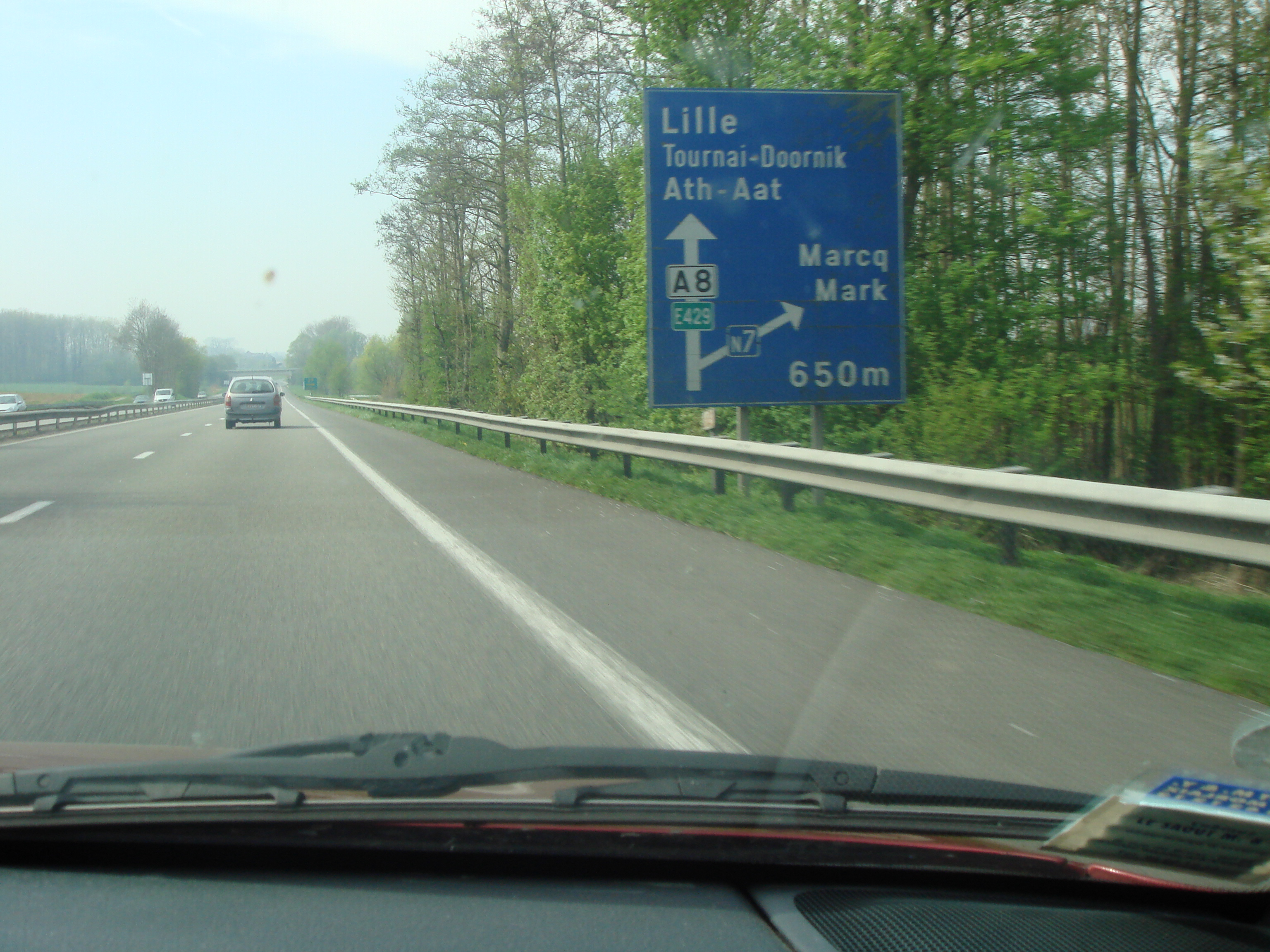
Die A8 nahe Lembeek
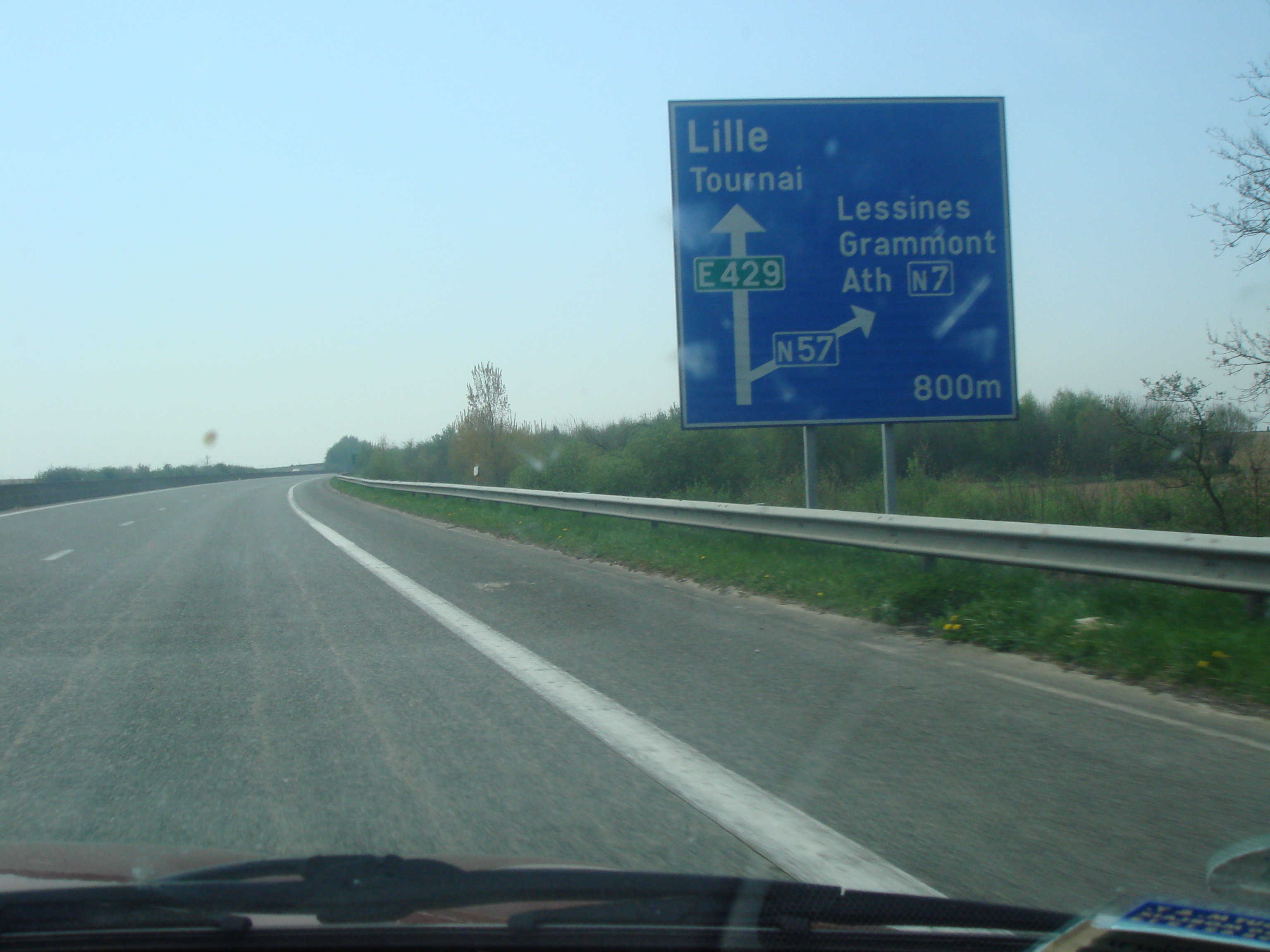
Die A8 bei Ath